# On shell i off shell
En física, particularment en la teoria quàntica de camps, les configuracions d'un sistema físic que satisfan les equacions clàssiques de moviment s'anomenen a la capa de massa (en la capa); mentre que els que no ho fan es diuen fora de la closca de massa (off shell).
En la teoria quàntica de camps, les partícules virtuals s'anomenen fora de closca perquè no compleixen la relació energia-moment ; Les partícules d'intercanvi real sí que compleixen aquesta relació i s'anomenen a la capa (massa).  En la mecànica clàssica, per exemple, en la formulació de l'acció, les solucions extremes del principi variacional es troben a la capa i les equacions d'Euler-Lagrange donen les equacions a la capa. El teorema de Noether sobre les simetries diferenciables de l'acció física i les lleis de conservació és un altre teorema de la capa.

## Massa en la capa

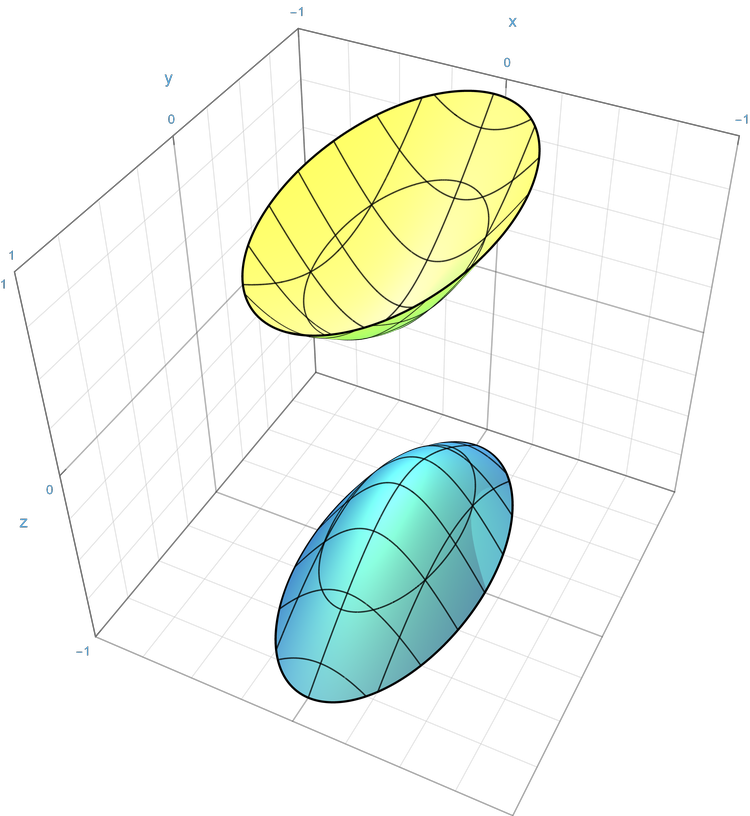
Els punts de la superfície hiperboloide (la "closca") són solucions de l'equació.

Mass shell és un sinònim d'hiperboloide de massa, és a dir, l'hiperboloide en energia – espai de moment que descriu les solucions de l'equació:
{\displaystyle E^{2}-|{\vec {p}}\,|^{2}c^{2}=m_{0}^{2}c^{4}}
la fórmula d'equivalència massa-energia que dóna l'energia {\displaystyle E} pel que fa a l'impuls {\displaystyle {\vec {p}}} i la massa restant {\displaystyle m_{0}} d'una partícula. L'equació per a la capa de massa també s'escriu sovint en termes de quatre moments; en notació d'Einstein amb signatura mètrica (+,−,−,−) i unitats on la velocitat de la llum {\displaystyle c=1}, com {\displaystyle p^{\mu }p_{\mu }\equiv p^{2}=m_{0}^{2}}. A la literatura també es pot trobar {\displaystyle p^{\mu }p_{\mu }=-m_{0}^{2}} si la signatura mètrica utilitzada és (−,+,+,+).
El quatre moments d'una partícula virtual intercanviada {\displaystyle X} és {\displaystyle q_{\mu }}, amb massa {\displaystyle q^{2}=m_{X}^{2}}. El quatre impuls {\displaystyle q_{\mu }} de la partícula virtual és la diferència entre els quatre moments de les partícules entrants i sortints.
En general, es permet que les partícules virtuals corresponents als propagadors interns d'un diagrama de Feynman estiguin fora de la closca, però l'amplitud del procés disminuirà depenent de la distància que es trobin. Això és perquè el {\displaystyle q^{2}} -La dependència del propagador ve determinada pels quatre moments de les partícules entrants i sortints. El propagador normalment té singularitats a la capa de massa.
Quan es parla del propagador, valors negatius per {\displaystyle E} que satisfan l'equació es pensen que estan a la capa, encara que la teoria clàssica no permet valors negatius per a l'energia d'una partícula. Això es deu al fet que el propagador incorpora en una expressió els casos en què la partícula porta energia en una direcció, i en què la seva antipartícula porta energia en l'altra direcció; negatiu i positiu a la carcassa {\displaystyle E} llavors simplement representen fluxos oposats d'energia positiva.

## Camp escalar
Un exemple ve de considerar un camp escalar a l'espai de Minkowski D -dimensional. Considereu una densitat lagrangiana donada per {\displaystyle {\mathcal {L}}(\phi ,\partial _{\mu }\phi )}. L'acció
{\displaystyle S=\int d^{D}x{\mathcal {L}}(\phi ,\partial _{\mu }\phi )}
L'equació d'Euler-Lagrange per a aquesta acció es pot trobar variant el camp i la seva derivada i posant la variació a zero, i és:
{\displaystyle \partial _{\mu }{\frac {\partial {\mathcal {L}}}{\partial (\partial _{\mu }\phi )}}={\frac {\partial {\mathcal {L}}}{\partial \phi }}}
Ara, considerem una traducció espai-temps infinitesimal {\displaystyle x^{\mu }\rightarrow x^{\mu }+\alpha ^{\mu }}. La densitat lagrangiana {\displaystyle {\mathcal {L}}} és un escalar, i així es transformarà infinitesimament com {\displaystyle \delta {\mathcal {L}}=\alpha ^{\mu }\partial _{\mu }{\mathcal {L}}} sota la transformació infinitesimal. D'altra banda, per l'expansió de Taylor, tenim en general
{\displaystyle \delta {\mathcal {L}}={\frac {\partial {\mathcal {L}}}{\partial \phi }}\delta \phi +{\frac {\partial {\mathcal {L}}}{\partial (\partial _{\mu }\phi )}}\delta (\partial _{\mu }\phi )}
Substituint per {\displaystyle \delta {\mathcal {L}}} i assenyalant que {\displaystyle \delta (\partial _{\mu }\phi )=\partial _{\mu }(\delta \phi )} (ja que les variacions són independents en cada punt de l'espai-temps):
{\displaystyle \alpha ^{\mu }\partial _{\mu }{\mathcal {L}}={\frac {\partial {\mathcal {L}}}{\partial \phi }}\alpha ^{\mu }\partial _{\mu }\phi +{\frac {\partial {\mathcal {L}}}{\partial (\partial _{\nu }\phi )}}\alpha ^{\mu }\partial _{\mu }\partial _{\nu }\phi }
Ja que això ha de ser vàlid per a les traduccions independents {\displaystyle \alpha ^{\mu }=(\epsilon ,0,...,0),(0,\epsilon ,...,0),...}, podem "dividir" per {\displaystyle \alpha ^{\mu }} i escriu:
{\displaystyle \partial _{\mu }{\mathcal {L}}={\frac {\partial {\mathcal {L}}}{\partial \phi }}\partial _{\mu }\phi +{\frac {\partial {\mathcal {L}}}{\partial (\partial _{\nu }\phi )}}\partial _{\mu }\partial _{\nu }\phi }
Aquest és un exemple d'una equació que no té shell, ja que és cert per a qualsevol configuració de camps independentment de si respecta les equacions de moviment (en aquest cas, l'equació d'Euler-Lagrange donada més amunt). Tanmateix, podem derivar una equació on shell simplement substituint l'equació d'Euler-Lagrange:
{\displaystyle \partial _{\mu }{\mathcal {L}}=\partial _{\nu }{\frac {\partial {\mathcal {L}}}{\partial (\partial _{\nu }\phi )}}\partial _{\mu }\phi +{\frac {\partial {\mathcal {L}}}{\partial (\partial _{\nu }\phi )}}\partial _{\mu }\partial _{\nu }\phi }
Podem escriure això com:
{\displaystyle \partial _{\nu }\left({\frac {\partial {\mathcal {L}}}{\partial (\partial _{\nu }\phi )}}\partial _{\mu }\phi -\delta _{\mu }^{\nu }{\mathcal {L}}\right)=0}
I si definim la quantitat entre parèntesis com {\displaystyle T^{\nu }{}_{\mu }}, tenim:
{\displaystyle \partial _{\nu }T^{\nu }{}_{\mu }=0}
Aquest és un exemple del teorema de Noether. Aquí, la quantitat conservada és el tensor esforç-energia, que només es conserva a la capa, és a dir, si es compleixen les equacions del moviment.